# Waterview Tower

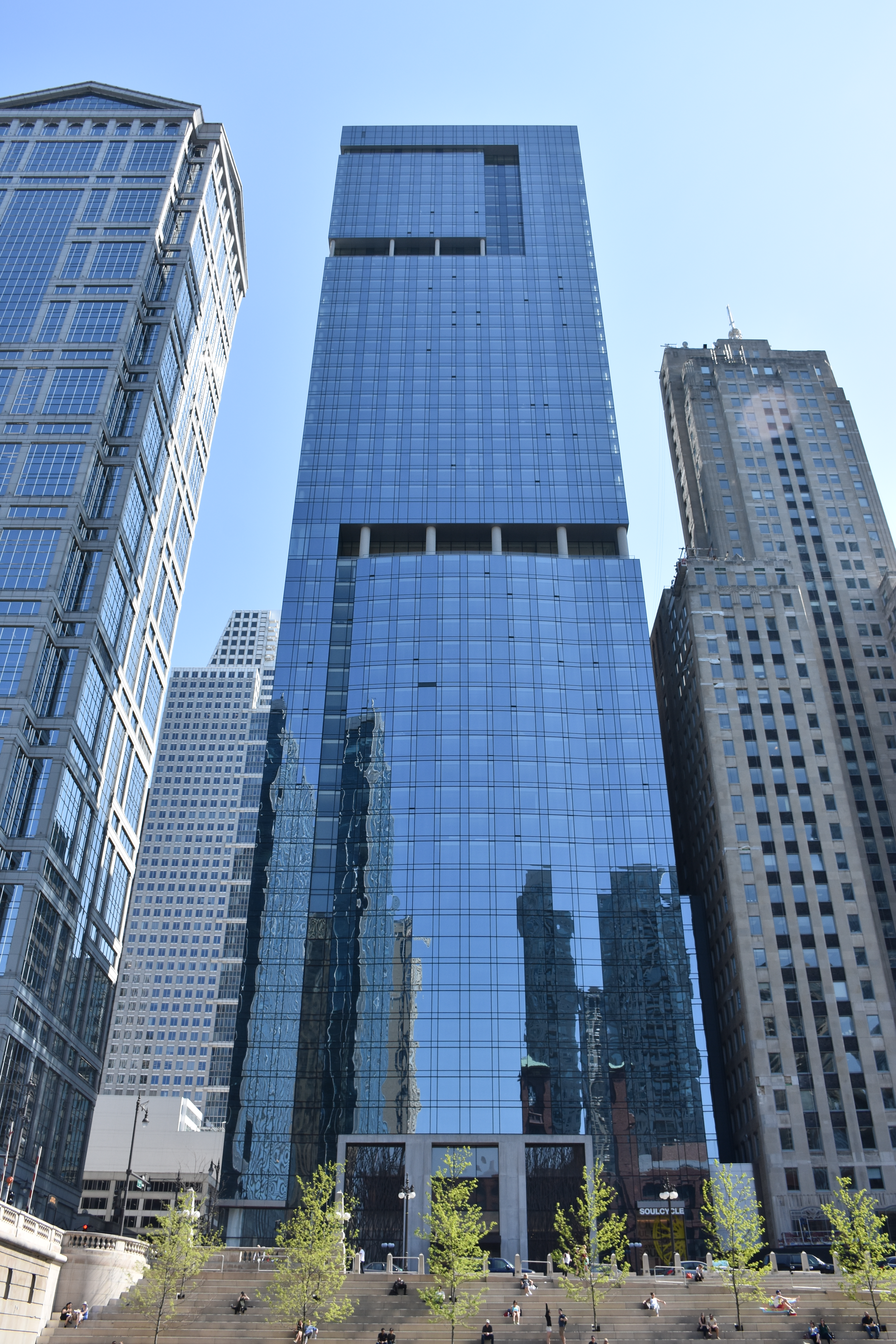
De toren in 2016

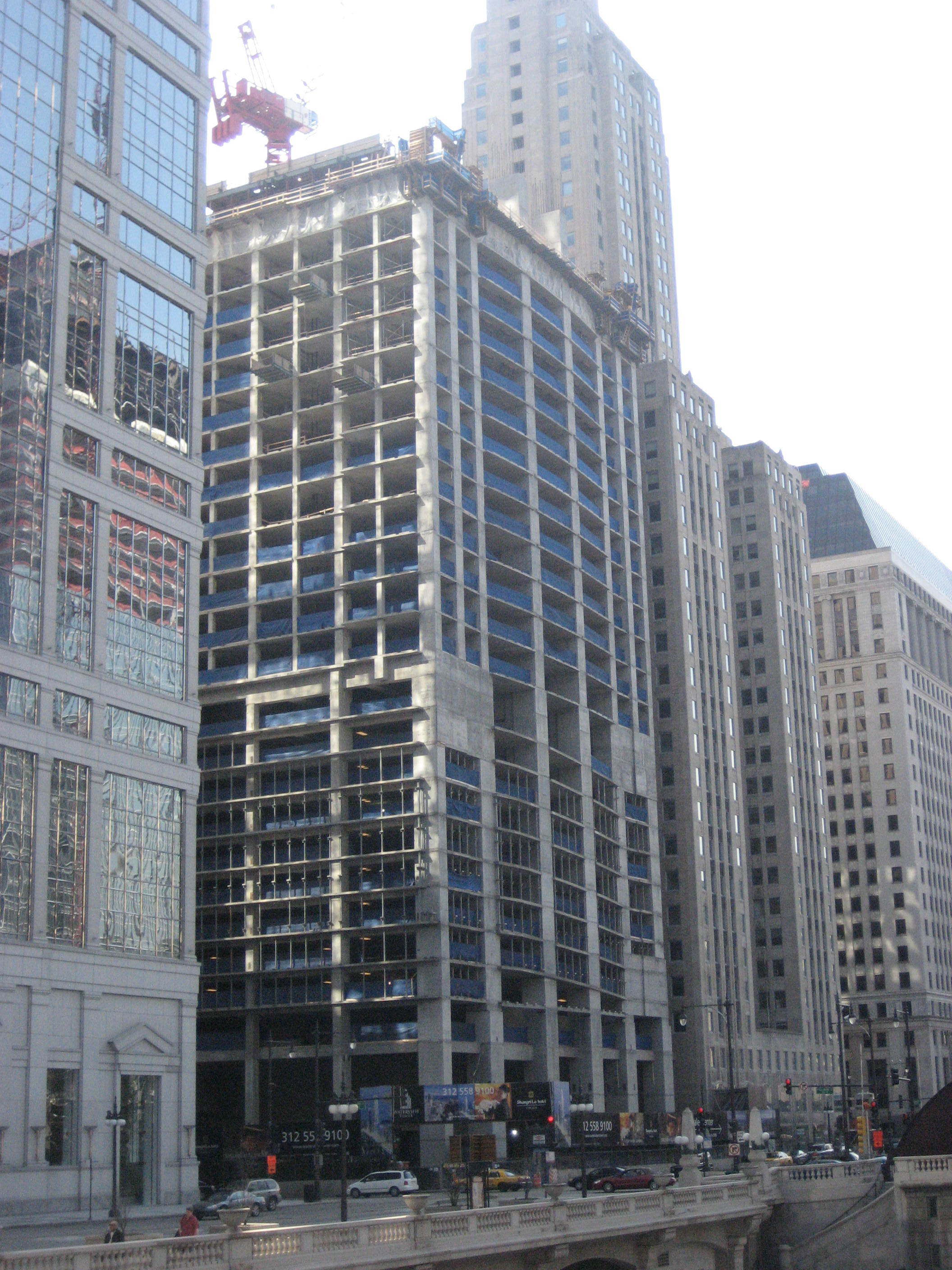
Bouw in 2008

De Waterview Tower is een wolkenkrabber in de binnenstad van Chicago, de hoofdstad van de Amerikaanse staat Illinois. Het gebouw, deels hotel en deels appartementen is 319 meter hoog, een van de hoogste gebouwen van Chicago. De toren is opgeleverd in 2009, de verkoop van appartementen begon al in 2004.
Het gebouw werd ontworpen door Thomas Hoepf van het architektenbureau Teng en Partners. 